# Лаге (Нижняя Саксония)
Лаге (нем. Lage) — община в Германии, в земле Нижняя Саксония.
Входит в состав района Графство Бентхайм. Подчиняется управлению Нойенхаус. Население составляет 1014 человек (на 31 декабря 2010 года). Занимает площадь 6,39 км².
| Год  | Население |
| ---- | --------- |
| 1990 | 920       |
| 1995 | 909       |
| 2000 | 971       |
| 2005 | 1013      |
| 2010 | 1013      |